# Eric Bercovici
Eric Bercovici (* 27. Februar 1933 in New York City; † 9. Februar 2014 in Honolulu) war ein US-amerikanischer Fernsehproduzent und Drehbuchautor.

## Leben
Bercovici legte seine erste Arbeit als Autor zusammen mit seinem Vater Leonardo vor, dessen Kinofilm Square of Violence er schrieb. In seiner Karriere sollte er nur zwar weiter für Spielfilme arbeiten, den Großteil seiner Drehbücher stellen aber Vorlagen zu Fernsehfilmen und -serien dar. So war er als Autor für Love, American Style, Tennisschläger und Kanonen, Solo für O.N.C.E.L., Kobra, übernehmen Sie und Hawaii Fünf-Null tätig. Seinen größten Erfolg konnte er mit dem Drehbuch zur NBC-Produktion Shogun im Jahr 1980 verbuchen, wofür er auch mit einem Primetime Emmy ausgezeichnet wurde. Weitere Arbeiten für den Sender war 1988 Noble House. Für ABC schrieb er 1977 Washington: Behind Closed Doors; seine bedeutendste Arbeit für die Leinwand stellt wohl John Boormans Die Hölle sind wir 1968 dar.
Seit 1972 produzierte er auch verschiedene Fernsehfilme sowie u. a. die oben genannten erfolgreichen Miniserien.

## Filmografie (Auswahl)
- 1961: Square of Violence
- 1963: Marschier oder krepier (Marcia o crepa)
- 1967: Totem (Day of the Evil Gun)
- 1968: Die Hölle sind wir (Hell in the Pacific)
- 1969: Ein himmlischer Schwindel (Change of Habit)
- 1971: Greenhorn (The Culpepper Cattle Company)
- 1973: Big Deal (Assignment Munich) (Fernsehfilm)
- 1974: Drei eiskalte Profis (Three the Hard Way)
- 1975: Einen vor den Latz geknallt (La parola di un fuorilegge… è legge!)
- 1975: Haß kennt keine Nachsaison (Out of Season)
- 1977: Washington: Hinter verschlossenen Türen (Washington: Behind Closed Doors) (Miniserie)
- 1978: Abenteuer in Key West (Hunters of the Reef) (Fernsehfilm)
- 1980: Shogun (Shogun) (Miniserie)
- 1982: Chicago Story (Fernsehserie)
- 1982: Tote kriegen keine Post (One Shoe Makes it Murder)
- 1986: Top Missile (The Fifth Missile) (Fernsehfilm)
- 1988: Noble House (Noble House) (Miniserie)